# Grewia stuhlmannii
Grewia stuhlmannii är en malvaväxtart som beskrevs av Karl Moritz Schumann. Grewia stuhlmannii ingår i släktet Grewia och familjen malvaväxter. Inga underarter finns listade i Catalogue of Life.